# Medal „Pro Patria”
Medal „Pro Patria” – polskie cywilne odznaczenie resortowe, przyznawane przez kierownika Urzędu do Spraw Kombatantów i Osób Represjonowanych.

## Charakterystyka
Medal „Pro Patria” został ustanowiony Zarządzeniem Kierownika Urzędu do spraw Kombatantów i Osób Represjonowanych 1 września 2011 roku i zastąpił Medal „Pro Memoria”. Uhonorowane medalem „Pro Patria” mogą być osoby i instytucje „za szczególne zasługi w kultywowaniu pamięci o walce o niepodległość Rzeczypospolitej Polskiej”.
Nadawany jest przez kierownika Urzędu do Spraw Kombatantów i Osób Represjonowanych na podstawie udokumentowanych wniosków naczelnych władz organizacji kombatanckich i ofiar represji, a także organów administracji rządowej i samorządowej szczebla wojewódzkiego i powiatowego oraz polskich placówek dyplomatycznych i attachatów wojskowych. Medal nie jest nadawany pośmiertnie, nie przewidziano również nadawania medalu miejscowościom oraz obiektom historycznym i sakralnym.

## Opis odznaki
Odznaka ma kształt krążka o średnicy 36 mm, fakturowanego, srebrzonego i oksydowanego. Na awersie umieszczony jest wizerunek stylizowanego orła Rzeczypospolitej z przełomu XVII i XVIII wieku, opartego o skrzyżowane ze sobą – kosę bojową i szablę polską (wzór 1921/22). Na rewersie znajduje się w otoku napis: „URZĄD DO SPRAW KOMBATANTÓW I OSÓB REPRESJONOWANYCH”, a pośrodku odwzorowanie krzyża pochodzące z jednolitego wzoru chorągwi piechoty i sztandarów jazdy, ustalonego w 1919 r. Poniżej krzyża, w dwóch rzędach, umieszczono napis: „PRO PATRIA” i „1768–1989” (daty Konfederacji barskiej oraz odzyskania przez Polskę niepodległości). Pod datami znajduje się gałązka liści dębowych symbolizujących cnotę, odwagę, chwałę, wytrzymałość, moc i siłę oraz wawrzyn uosabiający zwycięstwo, czyn bohaterski, chwałę i zaszczyt.
Medal zawieszony jest na wstążce o szerokości 38 mm z centralnie umieszczonym paskiem ciemnogranatowym o szerokości 10 mm i dwoma pąsowymi paskami o szerokości 10 mm przedzielonymi srebrzystymi prążkami o szerokości 2 mm i prążkami czarnymi o szerokości 2 mm na obrzeżach wstążki.
Autorem projektu medalu jest artysta grafik Andrzej Nowakowski.
Medal nosi się na lewej stronie piersi w kolejności za odznaczeniami państwowymi, a przed Medalem Pro Bono Poloniae.

## Odznaczeni (lista niepełna)
9 stycznia 2012 w Pałacu na Wodzie w warszawskich Łazienkach Królewskich odbyła się uroczystość wręczenia odznaczeń państwowych i Medali „Pro Patria”. Na wniosek Rady do spraw Kombatantów i Osób Represjonowanych przy Kierowniku Urzędu za szczególne zasługi w kultywowaniu pamięci o walce o niepodległość Ojczyzny Medalem „Pro Patria” zostali wyróżnieni: Edmund Baranowski, Wojciech Barański, Stanisław Bontemps, Eugenia Maria Cegielska, Tadeusz Chwiedź, Zbigniew Galperyn, Józefa Danuta Gałkowa, Zygmunt Gebethner, Halina Jędrzejewska, Tytus Karlikowski, Urszula Katarzyńska-Ballner, Marian Kazubski, Józef Koleśnicki, Stanisław Krakowski, Zygmunt Łabędzki, Antoni Ławrynowicz, Zofia Łazor, Władysław Matkowski (prezes Stowarzyszenia Polskich Kombatantów w Kraju), Tadeusz Michalski, Zygmunt Mogiła-Lisowski (przewodniczący Towarzystwa Miłośników Wołynia i Polesia), Stanisław Oleksiak (prezes Zarządu Głównego Światowego Związku Żołnierzy Armii Krajowej), Jadwiga Obrembalska, Anna Tchórzewska, Stanisław Ozonek, Tadeusz Przyłuski, Roman Rakowski, Henryk Strzelecki (prezes Zarządu Głównego Związku Kombatantów RP i Byłych Więźniów Politycznych), gen. Zbigniew Ścibor-Rylski (prezes Zarządu Głównego Związku Powstańców Warszawskich), Eugeniusz Tyrajski oraz Jerzy Znosko, dr Tomasz Sobisz (polski artysta rzeźbiarz), Marian Karczmarczyk (odznaczony Medalem Pro Patria za szczególne zasługi w kultywowaniu pamięci o walce o niepodległość Rzeczypospolitej Polskiej), Dionizy Krawczyński (komendant kadrówki rok 2016, 2017), gen. Stanisław Woźniak (prezes Stowarzyszenia Kombatantów Misji Pokojowych ONZ).
Trzech opozycjonistów zostało odznaczonych medalami „Pro Patria” podczas uroczystości 25-lecia związku Solidarność 80 w gmachu Sejmu Śląskiego w Katowicach. Odznaczenia wręczył p.o. szef Urzędu do Spraw Kombatantów i Osób Represjonowanych, Jan Józef Kasprzyk. Wśród uhonorowanych medalami „Pro Patria” znaleźli się działacze opozycyjni, później także działający m.in. w Solidarności 80: Stanisław Brzeźniak, Piotr Morta i Ryszard Majdzik.
Wśród instytucji odznaczonych medalem znajdują się m.in. 25 Brygada Kawalerii Powietrznej w Tomaszowie Mazowieckim, jednostka wojskowa Grom oraz XIII Liceum Ogólnokształcące im. płk. Leopolda Lisa Kuli w Warszawie, CXXV Liceum Ogólnokształcące im. Waldemara Milewicza w Warszawie, Niezależny Związek Harcerstwa „Czerwony Mak” im. Boh. Monte Cassino ze Skawiny oraz Związek Towarzystw Gimnastycznych „Sokół” w Polsce.